# Rock of Cashel
De Rock of Cashel of Saint Patrick's Rock, (Iers: Carraig Phadraig) is een 60 meter hoge kalksteenhoudende rots in Cashel, County Tipperary,  Ierland, zetel van de koningen van Munster vanaf de vierde eeuw totdat de rots in de twaalfde eeuw aan de kerk werd geschonken. De voornaamste overlevende gebouwen betreffen de (ruïnes van) Saint Patrick's Cathedral, Cormac's Chapel en een round tower.

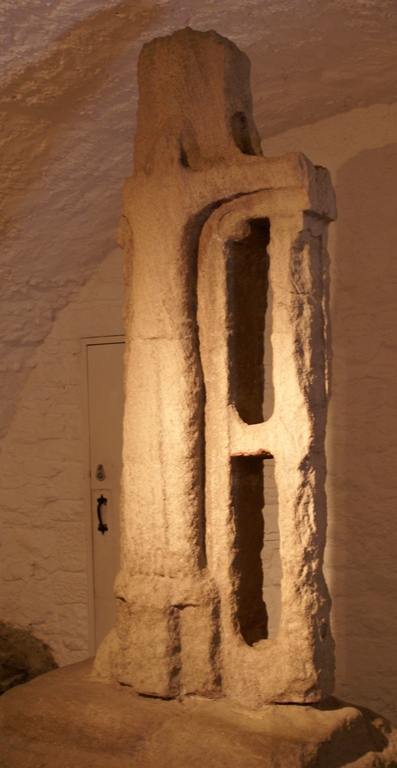
Rock of Cashel, het originele St. Patrick's Cross

## Geschiedenis
Tussen ongeveer 370 en 1100 regeerden de koningen van Munster vanaf de Rock of Cashel. In circa 450 zou dit de plaats zijn geweest waar Sint Patrick Aengus, de koning van Munster bekeerde tot het christendom.
Vanaf 795 had de omgeving te lijden van plundertochten van Vikingen. 
Tussen 901 en 908 regeerde de koning-bisschop Cormac Mac Cuileannain vanaf de Rock of Cashel. Hij hielp de positie van de kerk te verstevigen.
In 1101 schonk koning Muircheatach O'Brien de Rock of Cashel aan de kerk, die er in 1111 een aartsbisdomszetel vestigde.
In 1127 begon Cormac Mac Carthy de bouw van de romaanse kerk die zijn naam zou gaan dragen en in 1134 werd ingewijd.
In 1494 werd de kathedraal, gebouwd in de dertiende eeuw, afgebrand door de graaf van Kildare.
In 1584 vond Dermot O Hurley, aartsbisschop van Cashel, in Dublin als martelaar de dood.
In 1641 werd de katholieke eredienst in de kathedraal tijdelijk hersteld. In 1647 werd de Rock of Cashel geplunderd door de Engelse parlementaire troepen onder leiding van Murrough O'Brien, eerste graaf van Inchiquin. De rooms-katholieke geestelijken werden afgeslacht. In 1649 was er nog even sprake van katholieke erediensten totdat deze door de aanhangers van Oliver Cromwell onmogelijk werden gemaakt en de kathedraal gesloten werd.

## Bouw
De Rock of Cashel is in zijn geheel ommuurd. Binnen deze omwalling bevinden zich een aantal religieuze gebouwen.  
Het oudste gebouw op de Rock of Cashel is een ronde toren (round tower) van 28 meter hoog, die in de tiende eeuw werd gebouwd door koning en bisschop Cormac I.

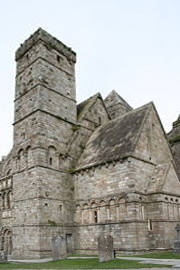
Rock of Cashel, Cormac's Chapel

### Cormac's Chapel
King Cormac's Chapel (de kapel van koning Cormac) dateert uit 1127 en werd ingewijd in 1134. De romaanse kapel heeft duidelijk Duitse invloeden lettende op de tweelingtorens aan beide zijden van de kruising van het schip en het koor. Dit is uniek voor Ierland. Boven beide ingangen bevindt zich een decoratief timpaan. Op een ervan staat een centaur afgebeeld die met pijl-en-boog een leeuw aanvalt. De boog voor het koor is versierd onder andere met hoofden. De fresco's op het plafond van de kapel behoren tot de best geconserveerde fresco's uit deze tijdsperiode in Ierland.
In de kapel bevindt zich de rijk gedecoreerde graftombe van koning Cormac (slangen in de vorm van een acht), die oorspronkelijk in de kathedraal stond.

### Saint Patrick's Cathedral
De gotische Saint Patrick's Cathedral werd tussen 1235 en 1270 gebouwd. Het volgt een kruisvormig plan met een centrale, veertiende-eeuwse toren en eindigt aan de westzijde bij de Hore Abbey uit 1272, gesticht door de Cisterciënzers, en de dominicaner priorij. In de kathedraal bevinden zich nog een aantal grafmonumenten. Zo bevindt zich in het koor de zeventiende-eeuwse tombe van Miler Magrath, die een schandaal veroorzaakte door zowel de katholieke als de protestante aartsbisschop te zijn in dezelfde tijd.
Voor de kathedraal bevindt zich een replica van het Saint Patrick's Cross, een keltisch High Cross. De naam verwijst naar het verhaal dat Sint Patrick de koning van Munster op de Rock of Cashel had bekeerd tot het christendom. De afbeeldingen op het kruis zijn door erosie niet te onderscheiden.
In de vijftiende eeuw werd de Hall of the Vicars Choral toegevoegd door bisschop Richard O Hedian. De Vicars Choral waren leken die hielpen in de dienst en dan vooral met gezang. De hal werd in 1975 gerestaureerd.
Vanaf de achttiende eeuw werd de grond om de gebouwen gebruikt als begraafplaats. Er staat een groot aantal High Crosses. Het grootste is van de familie O'Scully, gebouwd in 1875, beschadigd tijdens een storm in 1976.

## Beheer
De Rock of Cashel wordt beheerd door Heritage Ireland. 
De Hall of the Vicars Choral dient als toegang tot de Rock of Cashel en als museum waar onder andere het originele Saint Patrick's Cross te bezichtigen is. Buiten voor de kathedraal bevindt zich een replica.